# Pelagophycus
Genre
Pelagophycus est un genre d'algues brunes de la famille des Laminariaceae. Les espèces de ce genre possèdent un stipe unique en forme de ruban, long de trois à 27 mètres, et jusqu'à trois mètres d'épaisseur.
On retrouve principalement Pelagophycus dans les forêts de kelp au sud des côtes californiennes et au nord des côtes mexicaines. On retrouve principalement les espèces des Pelagophycus dans des eaux profondes de 20 à 90 mètres.

## Description morphologique
Le crampon des Pelacophycus est plat et circulaire, s'étendant assez largement et produisant un stipe unique, pouvant mesurer entre trois et 27 mètres. Le thalle de Pelagophycus est large. Les frondes mesurent de 5 à 20 mètres et peuvent mesurer jusqu'à un mètre de largeur, présentant de petites épines tout le long. L'aérocyste (poche contenant des gaz servant de flotteur à l'algue) possède un diamètre de 6 à 20 centimètres et est surplombé de deux frondes. Pelagophycus possède les plus gros aérocystes des différents types d'algues. La plupart des espèces du genre Pelagophycus vivent environ un an, même si certains écotypes subsistent pendant deux ans. Néanmoins, les algues s'exposent à des taux de mortalité élevés, dus à des courants forts pouvant rompre le stipe. 

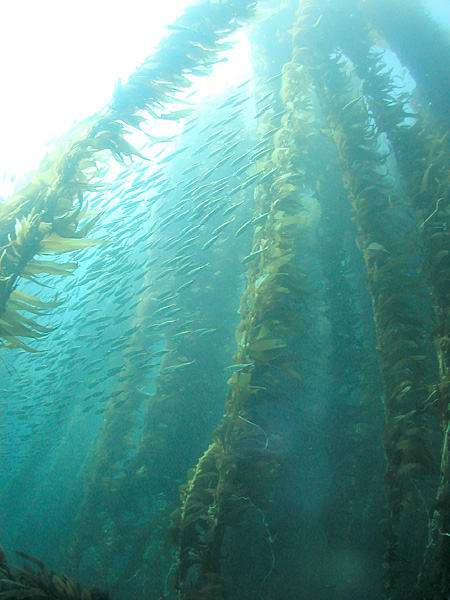
Forêt de kelp située au large des Channel Islands de Californie, où l'on trouve des Pelagophycus.

## Reproduction
Les spores sont formées au niveau des sporocystes uniloculaires situés des deux côtés des frondes. 
Comme chez la plupart des algues, les spores sont relâchées par l'algue adulte, avant d’atterrir sur le plancher océanique. Ces spores se développent d'abord en gamétophytes, puis en algues fertiles. Le tel cycle de vie spores - algue adulte dure environ un an.  
Des hybrides entre des espèces du genre Pelagophycus et des espèces du genre Macrocystis ont été observés à l'état naturel et ont été obtenus en laboratoire. Si la plupart de ces hybrides sont stériles et possèdent une espérance de vie réduite, les scientifiques ont récemment découvert un hybride possédant 15 frondes et émettant des spores fonctionnelles.
D'autres hybrides entre Pelagophycus et Dictyoneuropsis ont été observés.

## Répartition, habitat et rôle écologique

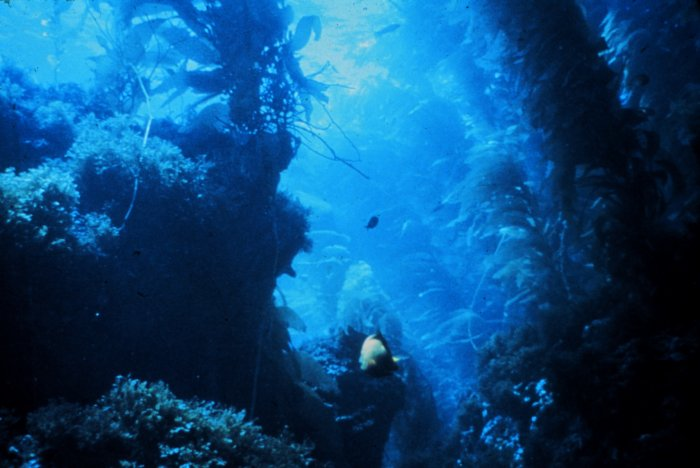
Forêt de kelp située en Californie, habitat principal de Pelagophycus.

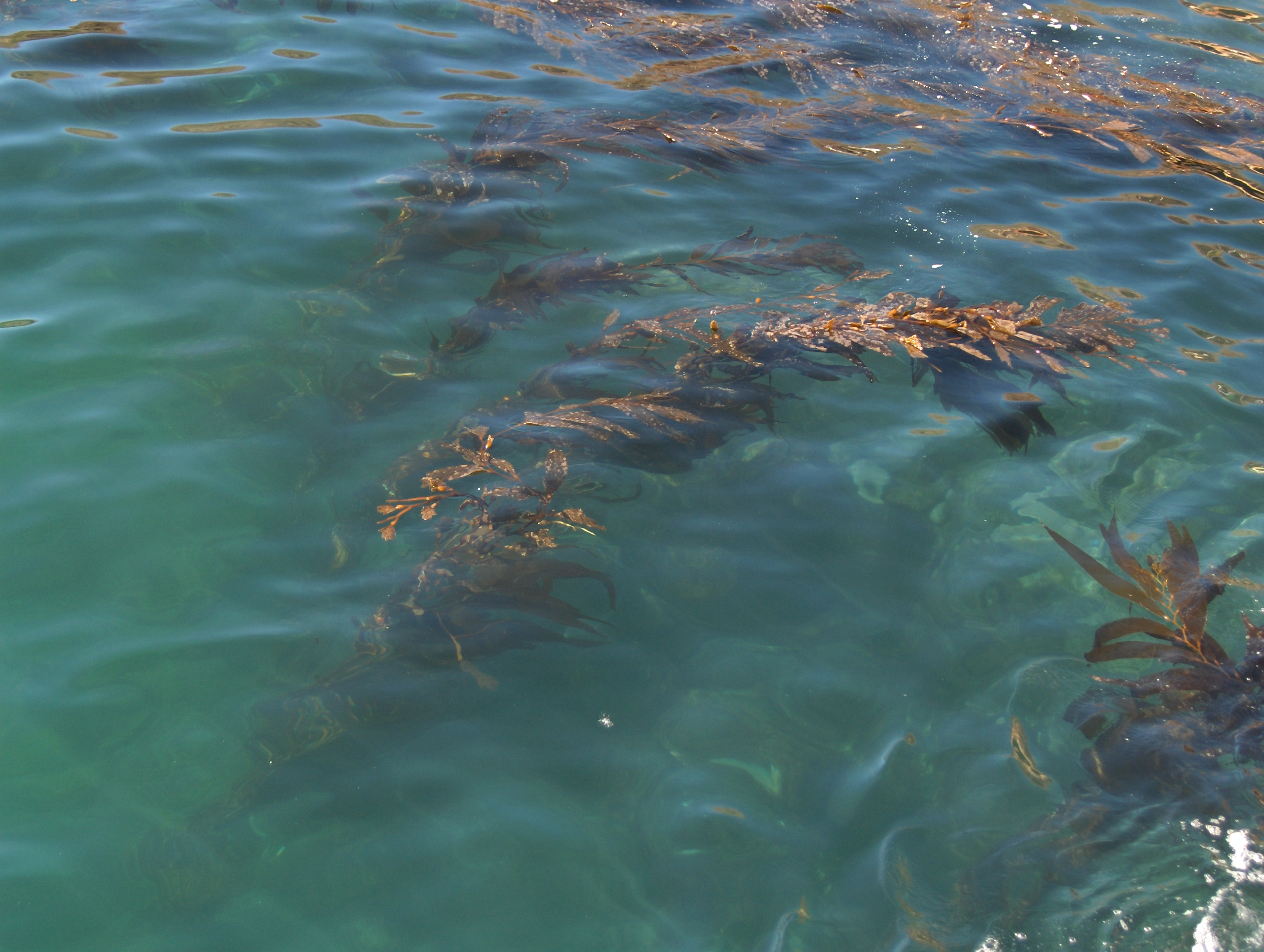
Forêt de kelp située au large des Channel Islands de Californie, où l'on trouve Pelagophycus, vu depuis la surface.

On retrouve principalement les espèces du genre Pelagophycus dans les forêts de kelp californiennes ou mexicaines, notamment dans les Channel Islands de Californie, où les grandes forêts de Pelagophycus porra abritent une grande diversité d'espèces (poissons, concombres de mer, escargots et autres algues), ou au niveau de la péninsule de Basse-Californie.
Les espèces du genre Pelagophycus sont le plus souvent retrouvées dans des eaux froides (maximum 15 °C), à des profondeurs allant de 20 à 90 mètres.
Les algues du genre Pelagophycus peuvent être arrachées à leur substrat à l'âge adulte pendant une journée avant d'être remis en contact avec ce dernier, et de s'y attacher de nouveau.
On peut retrouver Pelagophycus dans des endroits où ne passe que très peu de lumière, montrant qu'ils n'ont besoin que de peu d'énergie lumineuse pour survivre. 

## Liste d'espèces

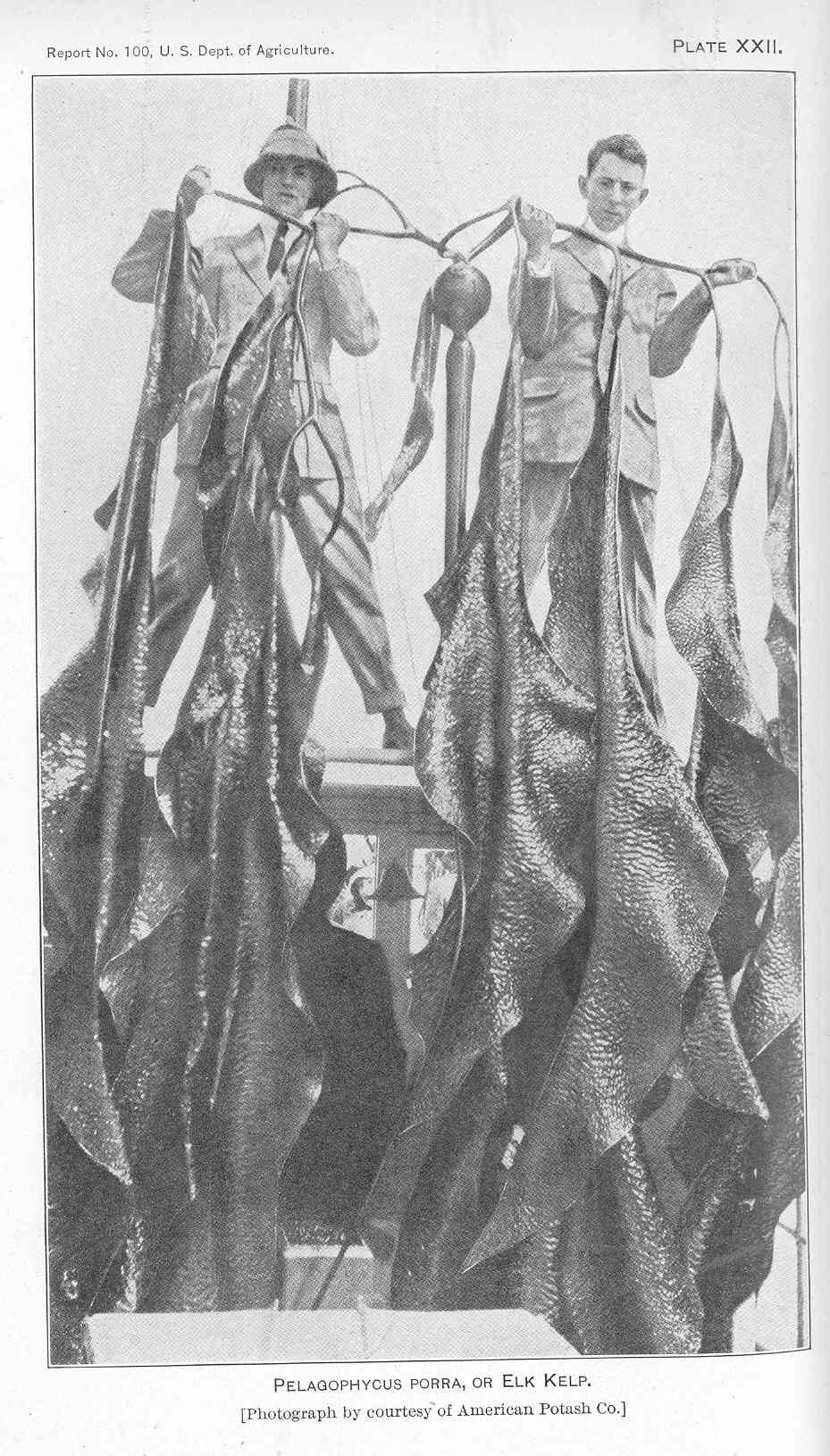
Pelagophycus porra, espèce du genre Pelagophycus, sur une photo de 1915

Selon AlgaeBase (14 février 2018), on distingue trois espèces :
- Pelagophycus porra Léman
- Pelagophycus intermedius Parker & Bleck
- Pelagophycus giganteus Areschoug

Ces espèces se distinguent par leur habitat, qui se différencie par l'intensité du courant, le substrat (rocheux ou sablonneux), ainsi que l'éloignement par rapport aux côtes.